# Stadtverwaltung Mannheim

Logo der Stadt Mannheim

Die Stadtverwaltung Mannheim ist die kommunale Selbstverwaltung der Stadt Mannheim.
Die Stadtverwaltung Mannheim gliedert sich in insgesamt sechs Dezernate (Dezernat des Oberbürgermeisters und Dezernate I bis V).
Der Oberbürgermeister leitet die Verwaltung und ist gleichzeitig Vorsitzender des Gemeinderates, außerdem leitet er ein eigenes Dezernat. Vertreten wird der Oberbürgermeister durch den Ersten Bürgermeister, der ebenfalls ein Dezernat leitet.
Auch den restlichen Dezernaten stehen Dezernenten vor. Inhaltlich definieren sich die Dezernate durch die jeweiligen Geschäftskreise. Die Dezernate wiederum bestehen aus Fachbereichen bzw. Ämtern. Des Weiteren sind den Dezernaten die Eigenbetriebe zugeordnet, beim Oberbürgermeister sind zudem noch Stabsstellen ausgewiesen.

## Dezernat OB
Die Leitung des Dezernats OB obliegt dem Oberbürgermeister der Stadt Mannheim, Christian Specht (CDU), seit 2023 als OB im Amt.
Geschäftskreis:
- Ratsangelegenheiten
- Öffentlichkeitsarbeit
- Wahlen
- Strategische Steuerung
- Organisation, Personal
- Recht
- Repräsentation
- Integrations- und Vielfaltsmanagement
- Internationales
- thematische Querschnittszuständigkeiten und Projekte

Fachbereiche/Ämter/Eigenbetriebe:
- Fachbereich Organisation und Personal (11)
- Rechnungsprüfungsamt (14)
- Fachbereich Demokratie und Strategie (15)
- Fachbereich Internationales, Europa und Protokoll (19)
- Rechtsamt (30)

Stabsstellen:
- Referat 1: Büros des Oberbürgermeisters
- Referat 2: Persönlicher Referent
- Koordinierungsstelle Change²
- Arbeitssicherheit
- Presse und Kommunikation

## Dezernat I – Finanzen, Beteiligungsvermögen, IT, Sicherheit und Ordnung
Bürgermeister Volker Proffen
Geschäftskreis:
- Finanzen
- Beteiligungscontrolling
- Sicherheit und Ordnung
- Feuerwehr und Katastrophenschutz
- Informationstechnologie
- ÖPNV (ohne Nahverkehrsplanung)

Zugeordnete Ämter/Fachbereiche:
- Fachbereich Informationstechnologie (12)
- Fachbereich Finanzen, Steuern, Beteiligungscontrolling (20)
- Fachbereich Sicherheit und Ordnung (31)
- Feuerwehr und Katastrophenschutz (37)

## Dezernat II – Wirtschaft, Arbeit, Soziales, Kultur
Bürgermeister Thorsten Riehle
Geschäftskreis:
- Wirtschaftsförderung
- Arbeitsmarkt
- Soziale Sicherung
- Wohnen
- Senioren
- Archivwesen
- Kultur

Zugeordnete Ämter/Fachbereiche:
- MARCHIVUM – Mannheims Archiv, Haus der Stadtgeschichte und Erinnerung (16)
- Kulturamt (41)
- Fachbereich Arbeit und Soziales (50)
- Fachbereich für Wirtschafts- und Strukturförderung (80)
- Eigenbetrieb Nationaltheater (42)
- Eigenbetrieb Kunsthalle (46)
- Eigenbetrieb Reiss-Engelhorn-Museen (47)

## Dezernat III – Bildung, Jugend, Gesundheit
Bürgermeister Dirk Grunert
Geschäftskreis:
- Jugend
- Kinder
- Bildung
- Familie
- Gesundheit

Zugeordnete Ämter/Fachbereiche:
- Fachbereich Bildung (40)
- Fachbereich Tageseinrichtungen für Kinder (56)
- Fachbereich Jugendamt und Gesundheitsamt (58)

## Dezernat IV – Bauen, Planung, Verkehr, Sport
Bürgermeister Ralf Eisenhauer
Geschäftskreis:
- Planung
- Bauen
- Immobilienmanagement
- Stadterneuerung
- Wohnungsbau
- Verkehr
- Sport

Zugeordnete Ämter/Fachbereiche:
- Fachbereich Sport und Freizeit (52)
- Fachbereich Baurecht, Bauverwaltung und Denkmalschutz
- Fachbereich Geoinformation und Stadtplanung (61)
- Fachbereich Bau- und Immobilienmanagement (25)

## Dezernat V – Bürgerservice, Klima- und Umweltschutz, technische Betriebe
Erste Bürgermeisterin Diana Pretzell
Geschäftskreis:
- Bürgerdienste, Migration und Einbürgerung
- Klima, Umwelt- und Naturschutz
- Tiefbau, Grünflächen, Stadtreinigung und Abfallwirtschaft
- Stadtentwässerung
- Friedhöfe
- Nahverkehrsplanung

Zugeordnete Ämter/Fachbereiche:
- Fachbereich Bürgerdienste (33)
- Fachbereich Klima, Natur, Umwelt (67)
- Eigenbetrieb Stadtentwässerung (69)
- Eigenbetrieb Friedhöfe (75)
- Eigenbetrieb Stadtraumservice (76)